# 고원준
고원준(高源浚, 1990년 6월 23일 ~ )은 전 KBO 리그 두산 베어스의 투수이다.

## 선수 경력

### 넥센 히어로즈시절
2010년부터 본격적으로 1군에 올라왔고 2010년 5월 12일 KIA전에서 데뷔 첫 선발승을 기록했다. 2010년 30경기에 등판해 5승 7패, 4점대 평균자책점을 기록하며 신인왕 후보로도 거론되었으나, 양의지에게 밀려 신인왕 수상에는 실패했다. 2010년 12월 20일 불펜 투수 이정훈과 백업 외야수 박정준을 상대로 롯데 자이언츠에 트레이드되었다.

### 롯데 자이언츠시절
이적한 첫 해인 2011년 5월 28일 KIA전에서 9이닝 동안 무실점 완봉승을 거둘 정도로 데뷔 첫 승을 거둔 상대 팀인 KIA 타이거즈전에 특히 강했다. 트레이드 후 2011 시즌 초 마무리 혹사 논란이 있었으나, 당시 롯데 자이언츠 소속이었던 김사율이 마무리로 정착하면서 그도 선발로 정착하여 3완투(2완봉)를 거두는 등 9승 7패, 2세이브를 기록했다. 그가 이적하였을 때 사도스키가 기뻐하기도 했다. 그러나 2012년 이후 당시 감독이었던 김시진의 혹사와 당시 투수코치였던 정민태의 투구폼 교정 문제로 안 좋은 모습을 보였고, 2013 시즌 후 상무 야구단 입대를 결정 하여 합격하였다.

### 상무 야구단시절
2014년 상무 야구단에 입단하였다.
2015년 9월 중화민국 타이중에서 열린 제29회 아시아 야구 선수권 대회에 대한민국 국가대표로 참가하였다. 풀리그 2차전 중국전에서 구원 투수로 등판하여 2실점하는 등 부진한 퍼포먼스를 보여주었지만, 대한민국은 드림팀 2기가 활약했던 1999년 제 20회 대회 이후 16년 만에 아시아 정상 자리를 되찾았다.

### 롯데 자이언츠복귀
2016년 4월 6일, 복귀전에서 선발투수로 등판했으나 통증을 호소하면서 1이닝만 던지고 내려왔다.

### 두산 베어스시절
2015년 군 복무를 마치고 소속팀 롯데 자이언츠에 복귀하였지만, 2016년 5월 31일 노경은과 트레이드로 두산 베어스 유니폼을 입게 됐다. 당시 적지 않은 기회를 받았으나, 2016년 14경기 등판해 1승 1패 평균자책점 5.47, 2017년 5경기 등판해 1패 평균자책점 10.61을 기록하며 최악의 시즌을 보냈다. 
2017년 시즌이 끝나고 두산 베어스로부터 방출되었으며 이후 야구에서 완전히 손을 뗀 것으로 알려졌다.

## 논란

### 경기 중흡연사건
상무 야구단 복무 중이던 2014년 8월 12일 화성 히어로즈와의 경기 도중 담배를 피우는 모습이 찍히면서 팬들의 질타를 받았다.

### 음주운전사건
2012년 12월 2일 새벽에 자신의 아우디 승용차를 타고 출발하던 중 SM5 승용차를 들이받았고, 음주운전 혐의로 다음 날 불구속 입건되었다. 그리고 12월 5일 KBO로부터 벌금 500만원, 봉사활동 56시간의 징계가 내려졌다.

## 출신 학교
- 신광초등학교
- 제주제일중학교 → 천안북중학교 (전학)
- 북일고등학교

## 통산 기록
| 연도 | 팀명  | 평균자책점 | 경기 | 완투 | 완봉 | 승 | 패 | 세 | 홀 | 승률  | 타자 | 이닝  | 피안타 | 피홈런 | 볼넷 | 사구 | 탈삼진 | 실점 | 자책점 |
| ---- | ----- | ---------- | ---- | ---- | ---- | -- | -- | -- | -- | ----- | ---- | ----- | ------ | ------ | ---- | ---- | ------ | ---- | ------ |
| 2010 | 넥센  | 4.12       | 30   | 0    | 0    | 5  | 7  | 0  | 0  | 0.417 | 570  | 131   | 123    | 15     | 61   | 12   | 87     | 64   | 60     |
| 2011 | 롯데  | 4.19       | 36   | 3    | 2    | 9  | 7  | 2  | 0  | 0.563 | 670  | 152.2 | 163    | 15     | 59   | 6    | 85     | 77   | 71     |
| 2012 | 롯데  | 4.25       | 19   | 0    | 0    | 3  | 7  | 0  | 0  | 0.300 | 440  | 95.1  | 109    | 7      | 43   | 11   | 45     | 52   | 45     |
| 2013 | 롯데  | 5.61       | 13   | 0    | 0    | 1  | 4  | 0  | 0  | 0.200 | 233  | 51.1  | 64     | 4      | 22   | 3    | 26     | 37   | 32     |
| 2016 | 두산  | 5.47       | 14   | 0    | 0    | 1  | 1  | 0  | 1  | 0.500 | 114  | 24.2  | 31     | 2      | 11   | 5    | 21     | 15   | 15     |
| 2017 | 두산  | 10.61      | 5    | 0    | 0    | 0  | 1  | 0  | 0  | 0.000 | 52   | 9.1   | 17     | 0      | 8    | 0    | 6      | 11   | 11     |
| 통산 | 6시즌 | 4.54       | 117  | 3    | 2    | 19 | 27 | 2  | 1  | 0.413 | 2079 | 464.1 | 507    | 43     | 204  | 37   | 270    | 256  | 234    |